# Termas públicas de Allon

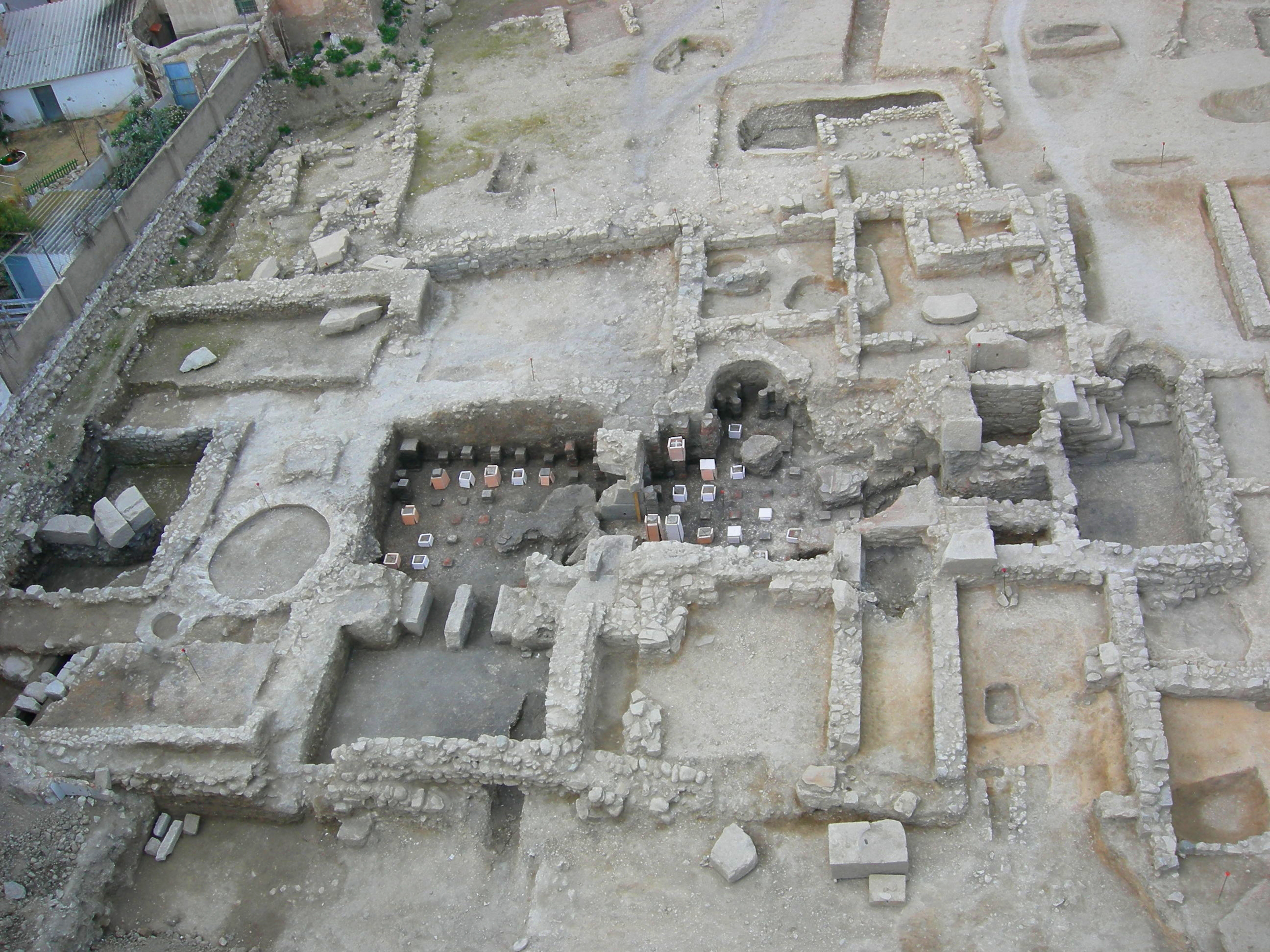
Vista de la parte excavada en 2006 del edificio monumental termal.

Las termas públicas monumentales del municipium romano de Allon (actual Villajoyosa) se construyeron entre 85 y 110 d. C. cerca del lugar donde probablemente estuvo el foro (hoy plaza de la Generalitat), después del otorgamiento de la categoría de municipium por el emperador Vespasiano en 73/74 d. C. Fueron halladas en 2007. Las termas llevan casi una década tapadas y no pueden visitarse.

## Descripción del monumento
En el solar donde se descubrió este monumento, entre las calles de Canalejas y Álvaro Esquerdo, se excavaron estructuras anteriores, datadas entre el siglo IV y el I a. C., cuyos restos más significativos son una balsa de recogida de agua, un pequeño horno de fundición y una tumba de incineración de época republicana.
El monumento es un gran complejo termal edificado entre el año 85 d. C. y la primera década del siglo II d. C., y que permaneció en funcionamiento hasta la primera mitad del siglo IV d. C.
La superficie documentada hasta el momento es de 900 m². Por un lado, el propio edificio termal, que ocupa una franja aproximada de 250 m² y por otro la calzada y áreas de servicios anexas en torno a este, que abarcan una superficie de 650 m².
El edificio termal está realizado mediante muros de hormigón encofrado romano (opus caementicium) alternado por sillares de piedra de grandes dimensiones en las esquinas y en las intersecciones de los muros. De él conservamos la totalidad del caldarium, las dos estancias del tepidarium y una parte del frigidarium provisto de piscina, así como el horno que aportaba calor al hipocausto (praefurnium), situado en el extremo norte. El praefurnium aparece dividido en dos espacios: por un lado la zona de combustión propiamente dicha, donde se conserva una escalera de acceso de la que se conservan siete escalones; y, por otro, el espacio donde se ubica el canal de combustión que abastecería de calor al sistema de calefacción de las termas.
Inmediatamente al sur, tenemos la sala del caldarium, de planta rectangular, que conserva un gran arco de medio punto (algo escarzano) de dovelas de sillares de piedra caliza como nexo de unión con el horno. En esta sala aparecen tres espacios diferenciados: un espacio cuadrangular central, al norte una piscina rectangular (alveus principal) y al suroeste un segundo alveus de dimensiones más reducidas. La estancia del caldarium se cierra en su lado meridional por un muro de encofrado que separa dicha estancia del tepidarium. En los restos conservados se aprecia un vano adintelado mediante sillares de piedra que configuraría el paso de calor a la estancia anexa templada. 
La sala del tepidarium, de planta rectangular, también aparece dividida en dos estancias, separadas por un muro de encofrado de 1,51 m de anchura que alberga dos pasos realizados mediante sillares de piedra, que servían para distribuir el aire caliente entre las dos salas templadas.
En cuanto a la sala del frigidarium, presenta una planta en principio rectangular, con un ancho de 12,65 m de la que, sin embargo, no conocemos su longitud, ya que los límites de la excavación nos impiden apreciar toda su extensión. Dicha sala fría se articula en torno a una piscina pavimentada y revestida al interior mediante signinum. El acceso a esta se realizaba mediante una escalera de abanico situada en la esquina noroeste, que presenta tres peldaños realizados mediante la técnica de mampostería trabada con argamasa y recubierta de mortero hidráulico.
En esta habitación hubo grandes sillares moldurados que, junto con la abundancia de este aparejo en el edificio, le aportaban un carácter monumental. Asimismo, el edificio termal aparece rodeado por una serie de estancias de servicios anexas, distribuidas en tres áreas: norte, oeste y este. Todas ellas aparecen realizadas mediante muros de mampostería irregular trabados con barro, de planta rectangular y siguiendo una orientación casi idéntica al edificio monumental. El conjunto termal se completa con la existencia de un tramo de calzada desde la que se accedería al área de servicios norte de las termas.

## Función y datación
Los hallazgos fechados entre los siglos IV a I a. C. muestran una ocupación de la zona por un lado de carácter industrial y, por otro, de contexto funerario, asociados ambos al camino de entrada a la ciudad ibérica.
El sector industrial queda evidenciado en el horno de fundición o forja y en el depósito hidráulico anteriormente descritos, restos que formarían parte de un complejo más amplio que se situaría en los alrededores del núcleo urbano ibérico ubicado en el actual casco antiguo de Villajoyosa. 
En cuanto al contexto funerario, su ubicación en el flanco oeste del eje viario fechado a finales del siglo I d. C. da lugar a pensar que estaría asociado a un camino anterior de época romano-republicana, fosilizado bajo el camino altoimperial y atestiguado a escasamente 180 m al norte en la necrópolis de Les Casetes (sector Creueta).
En lo que respecta al gran complejo termal, corresponde sin duda a un edificio institucional de carácter público, tanto por las dimensiones como por el tipo de construcción. Corresponde, dentro de la tipología constructiva termal, al tipo denominado “lineal axial”. 
Los datos obtenidos durante la excavación del complejo termal sitúan su construcción entre el reinado del emperador Domiciano y la primera década del siglo II d. C., probablemente como consecuencia de la promoción de la ciudad a la categoría de municipium en 73/74 d. C., bajo el emperador Vespasiano.
El gran complejo termal constituye la prueba irrefutable de la ubicación del municipium romano atestiguado en la epigrafía bajo el actual casco urbano de Villajoyosa.